# Pterolebias
Plesiolebias là một chi cá trong họ Rivulidae.

## Các loài
Hiện hành ghi nhận các loài cá sau trong chi này:
- Plesiolebias altamira W. J. E. M. Costa & D. T. B. Nielsen, 2007
- Plesiolebias aruana (Lazara, 1991)
- Plesiolebias canabravensis W. J. E. M. Costa & D. T. B. Nielsen, 2007
- Plesiolebias filamentosus W. J. E. M. Costa & G. C. Brasil, 2007
- Plesiolebias fragilis W. J. E. M. Costa, 2007
- Plesiolebias glaucopterus (W. J. E. M. Costa & Lacerda, 1989)
- Plesiolebias lacerdai W. J. E. M. Costa, 1989
- Plesiolebias xavantei (W. J. E. M. Costa, Lacerda & Tanizaki, 1988)